# یواس‌ان‌اس کیلایا (تی-ای‌یی-۲۶)
یواس‌ان‌اس کیلایا (تی-ای‌یی-۲۶) (به انگلیسی: USNS Kilauea (T-AE-26)) یک کشتی است که طول آن ۵۶۱ فوت (۱۷۱ متر) می‌باشد. این کشتی در سال ۱۹۶۷ ساخته شد.